# Bartomeu de Tresbens
Bartomeu de Tresbens   (segle XIV - segle XIV) va ser un metge i astròleg català del segle XIV.

## Vida i obra
Molt poca cosa es coneix de la vida de Tresbens. La primera notícia documental sobre ell és una acta notarial de 22 de març de 1359 en la qual es diu que va formar part d'un tribunal a Barcelona que va examinar Jaume de Pallars per a concedir-li la llicència de metge, funció que demostra que en aquesta data ja tenia una posició ben reconeguda en l'ambient mèdic barceloní.
Tresbens va entrar al servei de la corona entorn de 1360 i la documentació disponible suggereix que ja actuava com a astròleg amb anterioritat. En aquesta època (1360-1363) devia estar a Aragó, en diferents indrets que semblen coincidir amb les batalles que Pere el Cerimoniós va mantenir amb Castella segons la seva pròpia Crónica.
Existeix una manca de documents entre 1364 i 1369, tot i que se sap que va tenir algunes propietats a Pina de Ebro procedents d'una herència i per les quals va pledejar. El 1372, quan ja tornava a ser a Barcelona, va ser convidat pel consell municipal de Cervera a ocupar el càrrec de metge i astròleg municipal, però les seves exigències ho van fer impossible.
El 1373 i el 1374 va ser a València, acompanyant el príncep Joan i, a finals de 1374, era a Lleida atenent la seva esposa, Mata d'Armanyac. A partir de 1375 no es troba cap constància documental de la seva existència i cal suposar que devia morir poc després d'aquesta data.
Tresbens va escriure en català quatre llibres d'astrologia:
- Llibre de les nativitats (1369), editat el 1957 per David Romano i Joan Vernet amb el títol de Tractat d'astrologia. Es tracta d'un llibre notable, en el qual presenta els principis de l'astronomia  i inclou un llarg tractat d'astrologia judicial.[9] És un tractat de clara influència àrab, amb la seva complicada subdivisió del zodíac en fraccions cada cop més petites i la seva utilització de les sorts o lots (punts concrets del zodíac amb una significació específica).[10]
- Tractat de les interrogacions (ca 1369), en el qual detalla la resposta que cal donar a les preguntes d'una persona en qualsevol moment del temps.[11]
- Tractat de les eleccions (després de 1369), en el qual parla del moment més oportú per a iniciar un afer.[11]
- Libell d'investigació de tresors (1372), sobre la localització de coses amagades.[11]

Els tres darrers són considerablement més breus que el primer i tots ells mostren la influència, a més de Ptolemeu, d'astrònoms àrabs com Abenragel i Alcabitius, autors dels quals se sap que en aquella època circulaven les seves obres en català.